# Le Ployron
Le Ployron ist eine französische Gemeinde mit 112 Einwohnern (Stand: 1. Januar 2022) im Département Oise in der Region Hauts-de-France (vor 2016 Picardie). Sie gehört zum Arrondissement Clermont und zum Kanton Estrées-Saint-Denis (bis 2015 Maignelay-Montigny). Die Einwohner werden Ployronnais genannt.

## Geographie
Le Ployron liegt etwa 39 Kilometer westnordwestlich von Compiègne. Umgeben wird Le Ployron von den Nachbargemeinden Rubescourt im Norden, Le Frestoy-Vaux im Osten, Tricot im Süden, Godenvillers im Westen sowie Domfront im Nordwesten.

## Bevölkerungsentwicklung
| Jahr                      | 1962 | 1968 | 1975 | 1982 | 1990 | 1999 | 2006 | 2013 |
| Einwohner                 | 124  | 114  | 109  | 121  | 105  | 113  | 101  | 113  |
| Quelle: Cassini und INSEE |      |      |      |      |      |      |      |      |

## Sehenswürdigkeiten
- Kirche Saint-Éloi, 1650 wieder errichtet